# Conomitrium monandrum
Conomitrium monandrum là một loài Rêu trong họ Fissidentaceae. Loài này được (Mitt.) Müll. Hal. mô tả khoa học đầu tiên năm 1875.